# Livadhja
Livadhja è una frazione del comune di Finiq in Albania (prefettura di Valona).
Fino alla riforma amministrativa del 2015 era comune autonomo, dopo la riforma è stato accorpato, insieme agli ex-comuni di Aliko, Mesopotam, e Dhivër a costituire la municipalità di Finiq.

## Località
Il comune era formato dall'insieme delle seguenti località:
- Livadhja
- Sopik
- Pandalejmon
- Kullurice
- Llazat
- Kalcat
- Koder
- Lefter Talo
- Vagalat
- Grave
- Qesarat
- Komat
- Karroq
- Grazhdan
- Zmine